# Uszód
Uszód (chorvatsky Vusad) je obec v Maďarsku v župě Bács-Kiskun v okrese Kalocsa. Žije zde 846 obyvatel.

## Poloha
Uszód leží na jihu Maďarska, ve Velké dunajské kotlině. Nejbližším městem je Kalocsa, vzdálená 7,5 km. Vesnice se nachází na břehu Dunaje. Nedaleko se též nachází letiště Kalocsa/Foktő.

## Historie
První písemná zmínka pochází z roku 1318. V roce 1599 se konala na Dunaji mezi obcemi Uszód a Foktő říční bitva, při které Turci hodně ztratili.[zdroj⁠?!] Roku 1974 na protějším břehu Dunaje začala stavba jaderné elektrárny Paks, která pokrývá téměř 40% veškeré vyrobené energie Maďarska.
V obci se dnes nachází škola, školka, kulturní dům, pošta, lékárna, chirurgie a jiné.

## Pozoruhodnosti
- Kalvinistický kostel z roku 1790 (zrekonstruován 1901)
- Katolický kostel z roku 1870